# Scanners
Scanners è un film del 1981 scritto e diretto da David Cronenberg. Nel film, che ha come protagonisti Jennifer O'Neill, Stephen Lack e Patrick McGoohan, gli "scanner" sono persone con poteri telepatici e telecinetici che vengono ricercate dalla ConSec, un fornitore di armi e sistemi di sicurezza. La trama ruota attorno al tentativo di Darryl Revok (Michael Ironside), uno scanner rinnegato, di ingaggiare una guerra contro la ConSec. Un altro scanner, Cameron Vale (Lack), viene inviato dalla ConSec a fermare Revok. Distribuito negli Stati Uniti il 14 gennaio 1981 dalla Embassy Pictures, il film ha avuto due sequel (Scanners 2 - Il nuovo ordine nel 1991 e Scanners 3 nel 1992) e due spin-off (Scanner Cop nel 1994 e Scanner Cop II nel 1995), tutti prodotti senza il coinvolgimento di Cronenberg.

## Trama
Un uomo trasandato, Cameron Vale, entra in un fast food. Mentre mangia gli avanzi di un hot dog, viene osservato da due donne, appartenenti al ceto medio. Una delle due manifesta all'amica il disprezzo che prova per l'uomo dicendo: "Ma come fa un uomo a ridursi in quelle condizioni? Non mi fa pena, mi fa solo schifo". A questo punto l'uomo comincia a fissare intensamente la donna, che ha un improvviso e violentissimo attacco epilettico. L'uomo cerca di scappare, ma viene inseguito da due uomini che lo colpiscono con un dardo alla mano e, privo di sensi, lo afferrano e lo trascinano via.
L'uomo, disteso su un letto, viene svegliato dal dottor Paul Ruth, che gli dice che è uno scanner, un individuo dotato di enormi poteri telepatici. In seguito gli propone un esperimento. Diverse persone entrano nella stanza e la sua mente si riempie di tantissime voci, che gli causano un fastidio insopportabile. Il dottor Ruth, visto l'esito dell'esperimento, gli inietta una dose di calmante.
In una sala da conferenze, un oratore promette un esperimento eccezionale di telepatia e chiede un volontario che possa collaborare con lui. Si alza quindi uno sconosciuto con una cicatrice rotonda tra le sopracciglia, che si siede al banco dell'oratore. Iniziato l'esperimento, l'oratore inizia a dare segni di sconforto e poi pare colto da forti spasmi ma gli spettatori presenti, benché visibilmente preoccupati, credono che questo possa essere un effetto collaterale della telepatia e non intervengono. All'improvviso, tuttavia, la testa dell'oratore esplode; l'altro telepata, uno scanner, cerca di allontanarsi nel panico e nel terrore generali ma viene inseguito da alcuni addetti alla sicurezza, che lo immobilizzano e lo portano via. Un medico tenta di fargli una puntura che dovrebbe annullarne temporaneamente i poteri ma, per intervento telepatico dello stesso scanner, finisce per iniettarla a se stesso. Lo scanner, ancora completamente libero di utilizzare i propri poteri, mentre viene portato via in auto dagli ignari addetti ne manovra le menti e provoca la morte di due di loro in un incidente stradale, poi ne costringe un altro ad un omicidio/suicidio. Lo scanner, Darryl Revok, è di nuovo libero.
Intanto, nella multinazionale ConSec, alcuni dirigenti che avevano dato il via agli esperimenti sugli scanner cercano di fare il punto della situazione. Il responsabile della sicurezza, Braedon Keller, suggerisce di interrompere le relazioni con gli scanner, ma il dottor Ruth avverte che esiste una potente organizzazione rivale di scanner, capitanata da Darryl Revok, che va fermata. Per distruggerla propone quindi di infiltrare un nuovo scanner, Cameron Vale, che provvederà ad addestrare. La ConSec acconsente e il dottor Ruth permette anche a Keller di osservare, mediante alcune telecamere, il loro incontro. Ruth illustra a Cameron un farmaco, l'Ephemerol, capace di prevenire il flusso della telepatia. In seguito gli mostra alcuni vecchi filmati di Revok, nei quali lo scanner presenta un buco in fronte, procurato "per fare uscire le voci". Dopo aver sperimentato le proprie forze telepatiche con un maestro di yoga, Cameron si sente finalmente sicuro dei suoi poteri e accetta di collaborare con Ruth. Intanto Keller passa tutte le informazioni riguardanti i piani di Ruth a Revok.
Il dottor Ruth mostra a Cameron alcune foto di Benjamin Pierce, un artista moderno, l'unico scanner conosciuto che non ha accettato di passare nell'organizzazione di Revok, e manda lo scanner a cercarlo per parlare con lui. Ad una mostra d'arte, Cameron scopre l'indirizzo dell'artista leggendo nel pensiero dell'organizzatore Arnoc Costoc e vi si reca. Tuttavia, mentre sta parlando con Pierce, sopraggiungono alcuni uomini armati che lo uccidono; Cameron riesce ad ucciderli a sua volta utilizzando i poteri telepatici.
In seguito, Cameron entra in contatto con un gruppo di scanner dopo aver conosciuto una di loro alla mostra, Kim Obrist. Fuggiti da un agguato degli uomini di Revok, lo scanner propone alla donna di allearsi con lui per contrastare i piani di Revok; lei, sebbene incerta, lo segue. I due trovano il laboratorio chimico, posto nella Biocarbon Amalgamate, dove Revok produce l'Ephemerol e scoprono che l'intero programma, denominato Ripe, fa capo alla ConSec. Keller si rivela coinvolto nel complotto con Revok e, scoperto da Cameron, rinchiude Kim in una stanza e la interroga: mentre si accinge a spararle, la forza telepatica della donna riesce a impedirglielo. Intanto Cameron riferisce le proprie scoperte a Ruth e sotto suo consiglio riesce a leggere nel computer l'intero piano Ripe attraverso la rete di una cabina telefonica: iniettare Ephemerol alle donne incinte per produrre una nuova generazione di scanner. Ruth viene ucciso da Keller, che muore a sua volta in seguito allo scoppio del computer provocato da Cameron.
Revok cattura Kim e Cameron e, nel suo ufficio, gli rivela la verità: sono entrambi figli del dottor Ruth, quindi fratelli. Revok invita il fratello ad unirsi a lui nel progetto di conquista del mondo: essi potranno infatti godere di un potere pressoché illimitato, con schiere di scanner ai loro ordini. Tuttavia Cameron si oppone e colpisce Revok al volto con un fermacarte. Furioso, Revok inizia un duello telepatico con il fratello tentando di assorbirlo. Entrambi i corpi si gonfiano e sanguinano, ma Cameron alla fine pare soccombere allo sconfinato potere di Revok e il suo corpo prende fuoco.
Alla fine, entra Kim e trova il corpo incenerito. In un angolo sta un solo uomo, con il corpo di Revok e gli occhi di Cameron, che annuncia: "Sono io, Kim, Cameron. Abbiamo vinto, abbiamo vinto..."